# Castillo de San Lorenzo de Mongay
El Castillo de San Lorenzo de Mongay es un castillo localizado en el pueblo de San Lorenzo de Mongay, en el municipio de Camarasa (La Noguera) declarado bien cultural de interés nacional. Se encuentra en un acantilado que sobresale de la sierra de San Cristóbal por encima del actual pueblo de San Lorenzo de Mongay.

## Historia
El castillo se ha identificado tradicionalmente con algunos topónimos citados por los autores árabes «Áhmad ar-Razí» (siglo X) y «al-Udhrí» (siglo XI). El primero menciona el castillo de «Loribas» y el segundo el castillo de «Lurinis». Este castillo fue un importante hisn de la taifa de Lérida que protegía a Balaguer de los ataques de los nobles cristianos establecidos en el norte, dominando directamente el paso del río Segre y, visualmente, la Plana de Urgel. En la documentación latina, el castillo, todavía musulmán, se menciona en el año 1035 como límite sur en una donación del castillo de Santa Linya de Armengol II de Urgel y su esposa Constanza. En 1090, los núcleos más cercanos como Camarasa y Gerb estaban ya cristianizados y San Lorenzo tenía que pagar parias al castillo de Gerb para conservar su condición andalusí, según consta en un documento del 29 de octubre de 1091 referido a los castillos de San Lorenzo, Castellón y Albesa, entre otros. Pocos años después, los condes de Urgel y Barcelona se los repartieron.
El castillo de San Lorenzo de Mongay no cayó en manos cristianas hasta unos años después de la conquista de Balaguer (1105), simultáneamente a la rendición de los castillos de Os y Algerri, hacia el año 1115. Conquistado el castillo, decayó rápidamente su importancia, ya que desapareció toda la estructura fronteriza en la que había tenido un papel relevante. Aun así, aparece citado en un juicio arbitral en 1156 entre el conde de Urgell Armengol VII y el vizconde Giraldo Ponce III de Cabrera sobre la potestad de los castillos de, entre otros, Castellón, Balaguer, y San Lorenzo, que, en 1211 se convirtió en el último refugio de Giraldo Ponce IV de Cabrera en su lucha por tomar a la condesa Aurembiaix el condado de Urgel. Allí fue hecho prisionero por el rey de Aragón.
En 1229, Ponce I, conde de Urgell y vizconde de Áger, concedió a Guillermo de Cardona los derechos sobre el castillo de San Lorenzo. En 1314, el castillo pertenecía al vizcondado de Áger según un documento de donación del condado de Urgel, en franco alodio por parte del rey Jaime II a Teresa de Entença. 

## El hisn andalusí
El castillo de San Lorenzo de Monagy se situó en época islámica sobre el promontorio que sobresale de la sierra de San Cristóbal. El acantilado es pronunciado en todas las caras excepto en la oriental que se ha habilitó como zona de acceso, en fuerte pendiente. Presenta planta irregular, con dos niveles situados en planos distintos. Se conservan restos de la muralla perimetral en el ángulo noroeste y en las caras sur y oeste. Se pueden considerar como torres de planta más o menos cuadrada los restos que existen en la parte más extrema de los tres espolones salientes del promontorio por la cara oriental. La muralla está construida a base de mampostería irregular encofrada, ligada con argamasa de tapia y cal.
En el nivel superior del promontorio hay restos de lo que debían ser las estancias y quizás los almacenes del recinto, construcciones rectangulares de mampostería con mortero de cal y yeso. La cámara central presenta restos de bóveda de cañón rebajada, hecha con encofrado de tablones. Posiblemente una obra moderna que aprovecharía antiguas estructuras. En la cara norte hay cuatro cisternas rectangulares excavadas en la roca. En el nivel inferior existe un segundo perímetro amurallado formado por una torre de planta poligonal irregular y una cerradura de muralla de unos 10,5 m, construida con sillares rectangulares bien escuadrados y una parte superior con encofrados de tapia. Podría ser de época feudal. Existe una gran cisterna entre el espacio que forman los dos espolones donde se abre el camino de acceso a la fortificación, construida con mampostería irregular.
Todo indica que el período de ocupación fue largo, originado probablemente antes del siglo X y perdurando hasta el XIII.

## El castillo feudal
En época feudal el asentamiento fortificado se desplazó hacia la parte baja del promontorio conformándose a lo largo del espolón que forma la sierra en dirección este. Cabe destacar dos elementos defensivos. El primero se encuentra a unos 150 m de la iglesia y es un montón de tapia, palés y algunos sillares bien escuadrados. Podría ser una zona fortificada de dos torres. El segundo elemento se encuentra en el extremo del espolón ocupando un pequeño promontorio elevado. Es una torre de planta ligeramente rectangular (4,40 x 4 m) y una altura actual de 2,10 m. Hecha con sillares rectangulares de piedra caliza bien escuadrados en el exterior y mampostería irregular encofrada en el interior. Estas construcciones tendrían relación con la fase feudal más avanzada de la ocupación del castillo, quizás entre finales del XII y la primera mitad del XIII.
Dentro del recinto del castillo se encuentran las ruinas de un edificio conocido como la iglesia de San Miguel. Construcción de una sola cubierta con bóveda de cañón, tan dañada que no se puede asegurar que fuera una capilla. Podría ser una dependencia del castillo. 